# Uredinopsis osmundae
Uredinopsis osmundae är en svampart som beskrevs av Magnus 1904. Uredinopsis osmundae ingår i släktet Uredinopsis och familjen Pucciniastraceae.   Inga underarter finns listade i Catalogue of Life.